# Ozualdo Candeias
Ozualdo Ribeiro Candeias (?, ? — São Paulo, 8 de fevereiro de 2007) foi um cineasta brasileiro. Considerado um dos pioneiros do cinema marginal nacional.

## Carreira
Filho de agricultores, passou a infância e a juventude entre São Paulo e Mato Grosso. Ozualdo abandonou a escola ainda no primário e trabalhou no campo, foi militar, caminhoneiro, chofer de táxi, office-boy, lustrador de móveis, metalúrgico, operário e funcionário público. Começou sua carreira cinematográfica em 1955, com o curta-metragem Tambau - Cidade dos Milagres, no qual já trazia elementos comuns à sua obra, como a ironia e a provocação. Visando ampliar seus conhecimentos na área cursou o Seminário de Cinema, no MASP e depois na Fundação Armando Álvares Penteado, durante quase três anos.
Com o financiamento do governo do estado de São Paulo, Candeias dirigiu dois curtas documentais: Polícia Feminina lançado em 1959 e Ensino Industrial, três anos mais tarde. Em 1963, trabalhou no roteiro de Meu Destino em Tuas Mãos junto de José Mojica Marins, com que trabalhou no ano seguinte, como assistente de direção, em À Meia-Noite Levarei Sua Alma. Seu primeiro longa-metragem de ficção foi A Margem, de 1967. Realizado praticamente por conta própria, o filme "espantava a crítica cinematográfica", fez com que ele passasse a ser "cultuado" e deu início ao movimento conhecido como cinema marginal constituído de filmes de baixo orçamento produzidos principalmente na Boca do Lixo.
Ainda em 1967, trabalhou como produtor em Esta Noite Encarnarei no Teu Cadáver, de José Mojica Marins e no ano seguinte dirigiu um dos segmentos do filme Trilogia de Terror, de José Mojica Marins, o Zé do Caixão: Acordo. Ainda com Mojica, co-dirigu Ritual dos Sádicos, produzido em 1969, no qual também atuou. Dirigiu ainda Meu Nome É Tonho em 1969, A Herança, Caçada Sangrenta em 1973, que não foi exibido devido a censura, mesmo problema que afetou as médias-metragens Zézero e Candinho. Sete anos depois lança A Opção e nos anos seguintes Manelão, o Caçador de Orelhas e A Freira e a Tortura. Após quatro anos sem fazer filmes, dirige As Belas da Billings. Seu último filme foi O Vigilante, de 1992, que mesmo não tendo sido lançado comercialmente, recebeu o prêmio especial do júri no XXV Festival de Brasília.
Em 2002, um documentário dirigido por Celso Gonçalves sobre Candeias ganhou os prêmios, Marcos Antônio Guimarães e Aruanda de melhor documentário entregues no 35º Festival de Brasília. Sobre seus filmes disse que eles "sempre têm algo de crítica social" e que o cinema, para ele, "tem que ter proposta crítica, cultural, ou documental. Sem isso, é vazio." Ozualdo faleceu na tarde do dia 8 de fevereiro de 2007, aos 88 anos, no Hospital Brigadeiro, devido a uma insuficiência respiratória.

## Filmografia
Lista dos longas-metragens dirigidos por Ozualdo Candeias:
- A Margem (1967)
- O Acordo (1968), parte da Trilogia de Terror de José Mojica Marins
- Meu Nome é... Tonho (1969)
- A Herança (1971), baseado em Hamlet de Shakespeare
- Caçada Sangrenta (1973)
- A Opção (1981), conhecido também como As Rosas da Estrada
- Manelão, o Caçador de Orelhas (1982)
- A Freira e a Tortura (1983), adaptação da peça de Jorge Andrade
- As Belas da Billings (1987)
- O Vigilante (1992)